# 神村東ランプ
神村東ランプ（かむらひがしランプ）は広島県福山市神村町の国道2号赤坂バイパス上にあるランプである。

## 道路
- 国道2号赤坂バイパス

## 接続道路
- 福山市道

## 沿革
- 1998年（平成10年）3月14日 供用開始。

## 周辺
- ヤクルト福山工場

## 隣
赤坂バイパス
赤坂ランプ - 神村東ランプ - 神村西ランプ

## 備考
- 地形的な都合により上下線の出入口は同じ場所に作られていない（上り線側出入口と下り線側出入口は50mほど離れている）。
- 上り線側出入口が東側、下り線側出入口が西側に位置している。
- ランプウェイの形は赤坂バイパスが自動車専用道路ではないこともあって簡素なものになっており、加速車線も短い。
- ランプ周辺の住民のために作られたランプの趣が強い。
- 下り線の場合、神村一区トンネルを出るとすぐに出口になるので（案内標識はあるが）本ランプで出る場合は注意が必要である。